# Nyctiophylax temburongensis
Nyctiophylax temburongensis är en nattsländeart som beskrevs av Malicky 1993. Nyctiophylax temburongensis ingår i släktet Nyctiophylax och familjen fångstnätnattsländor. Inga underarter finns listade i Catalogue of Life.